# Milivoj Šurbek
Milivoj Štefan Šurbek, slovenski dirigent, * 3. november 1942, Prelog (Hrvaška).

## Življenjepis
Na Akademiji za glasbo v Ljubljani je študiral klavir in dirigiranje, izpopolnjeval se je na The Guidhall School of Music & Drama v Londonu. Vrsto let od 1970 do 1985 je  dirigiral v ljubljanski Operi. V času med letoma 1985 in 1991 je deloval kot redni profesor na državni univerzi Osaka-Kyoiku Daigaku, kjer je poučeval mojstrska razreda za dirigiranje in klavir in vodil simfonični orkester, mešani zbor in operno šolo. Od leta 1991 do 2000 je bil umetniški vodja in glavni dirigent Pihalnega orkestra slovenske policije. V letih od 2000 do 2012 je kot redni profesor poučeval na Akademiji za glasbo v Ljubljani. Istočasno je kot gost  dirigiral v ljubljanski Operi, kjer je v letih od 2010 do 2012 deloval tudi kot umetniški vodja. Po upokojitvi se vsestranski glasbenik Milivoj Štefan Šurbek udejstvuje  tudi na ljubiteljskem področju in to v vlogah uspešnega zborovodje, pianista - spremljevalca na koncertih vokalnih solistov in kot član žirij na državnih in  mednarodnih tekmovanjih.  Prejemnik Betettove nagrade za dirigiranje.
Njegov brat je Boris Šurbek, priznani slovenski tolkalist in timpanist.